# خاله سارا
خاله سارا نام یک مجموعهٔ تلویزیونی به کارگردانی فرامرز باصری است که در سال ۱۳۷۱ تولید و از شبکه ۱  پخش گردید.

## خلاصه داستان
«سارا» یک پزشک جوان است که در کودکی و بر اثر حادثه‌ای، از خانواده خود جدا افتاده و آن‌ها را گم کرده‌است. وی پس از فارغ‌التحصیلی، به منظور یافتن آنها، تقاضا می‌کند محل خدمت پزشکی‌اش را در برازان و گل‌کلات تعیین کنند. سارا در گل‌کلات موفق می‌شود خواهرش را بیابد اما برادر ناتنی‌اش «صفدر» برایش مشکلاتی به وجود می‌آورد. سارا همه تلاش خود را به کار می‌بندد تا به روستاییان محروم یاری رساند و سرانجام....

## بازیگران و عوامل تولید

### بازیگران
- آتنه فقیه‌نصیری
- پریسا بخت‌آور
- گیتی معینی
- هما خاکپاش
- کاظم افرندنیا
- سروش خلیلی
- پروین سلیمانی
- نعمت‌الله گرجی
- ناصر گیتی‌جاه
- محمدعلی ورشوچی
- منوچهر افسری
- نادیا دلدار گلچین
- فرحناز منافی ظاهر
- عزت‌الله رمضانی‌فر
- حسین معلومی
- روح‌انگیز مهتدی
- مهوش رحیمی
- امیر وطن‌زاد
- مونا غمخوار
- طاهره طایفی
- عزت‌الله جامعی ندوشن
- غلامرضا اصانلو
- محمدحسین غمخوار
- نصرالله برادران
- قاسم پورستار
- آزیتا صغری

### عوامل تولید
- کارگردان: فرامرز باصری
- فیلمنامه: علاءالدین رحیمی (با همکاری فیاض موسوی و موسی عسکریان)
- تصویربردار: حمید احمدی
- تدوین: فرامرز باصری
- موسیقی: میلاد کیایی
- تهیه‌کننده: فرامرز باصری
- فرمت تصویر: ویدئویی
- تعداد قسمت‌ها: ۱۰ قسمت
- مدت زمان: ۴۳۸ دقیقه
- محصول: گروه اجتماعی شبکه ۱ با همکاری کمیته امداد امام خمینی
- سال تولید: ۱۳۷۱